# Мінаєв Кузьма Опанасович
Мінаєв Кузьма Опанасович (* 2 (14) листопада 1895, Нова Слобідка, сучасна Калузька область — † 26 січня 1950, Київ) — російський та український співак радянських часів. Народний артист Української РСР (1946).

## З життєпису
1925 року закінчив Московську консерваторію — навчався по класу В. М. Зарудної.
Покращував свою майстерність у 1927—1927 роках в оперній студії Большого театру.
Протягом 1927—1929 років був солістом Харківської опери,
- в 1929—1931 — Другої пересувної української опери,
- у 1931—1933 — Азербайджанського театру опери та балету,
- 1933—1937 роки — соліст Одеського оперного театру.

У 1937—1950 роках працював в Київському театрі опери та балету.
Серед виконаних партій:
- Султан, «Запорожець за Дунаєм» Гулака-Артемовського,
- Нагульнов, «Піднята цілина» Дзержинського,
- Остап, «Тарас Бульба» Лисенка,
- Микола, «Наталка Полтавка» Лисенка,
- Проценко — «Молода гвардія» Мейтуса, ряд інших.

Також вів концертну діяльність.